# Ганфорд (Каліфорнія)
Ганфорд (англ. Hanford) — місто (англ. city) в США, в окрузі Кінгс штату Каліфорнія. Населення — 57 990 осіб (2020).

## Географія
Ганфорд розташований за координатами 36°19′34″ пн. ш. 119°39′14″ зх. д. / 36.32611° пн. ш. 119.65389° зх. д. (36.326135, -119.654010).  За даними Бюро перепису населення США в 2010 році місто мало площу 42,97 км², уся площа — суходіл.

## Демографія
Згідно з переписом 2010 року, у місті мешкало 53 967 осіб у 17 492 домогосподарствах у складі 13 128 родин. Густота населення становила 1256 осіб/км².  Було 18493 помешкання (430/км²).
Расовий склад населення:
| - 62,5 % — білих - 4,9 % — чорних або афроамериканців - 4,3 % — азіатів - 1,3 % — корінних американців - 0,1 % — вихідців з тихоокеанських островів - 21,5 % — осіб інших рас |

До двох чи більше рас належало 5,4 %. Частка іспаномовних становила 47,1 % від усіх жителів.
За віковим діапазоном населення розподілялося таким чином: 31,0 % — особи молодші 18 років, 59,1 % — особи у віці 18—64 років, 9,9 % — особи у віці 65 років та старші. Медіана віку мешканця становила 30,9 року. На 100 осіб жіночої статі у місті припадало 96,3 чоловіків;  на 100 жінок у віці від 18 років та старших — 93,9 чоловіків також старших 18 років.
Середній дохід на одне домашнє господарство  становив 68 100 доларів США (медіана — 53 986), а середній дохід на одну сім'ю — 71 911 долар (медіана — 59 635). Медіана доходів становила 46 924 долари для чоловіків та 37 020 доларів для жінок. За межею бідності перебувало 20,5 % осіб, у тому числі 27,9 % дітей у віці до 18 років та 12,1 % осіб у віці 65 років та старших.
Цивільне працевлаштоване населення становило 20 969 осіб. Основні галузі зайнятості: освіта, охорона здоров'я та соціальна допомога — 25,6 %, публічна адміністрація — 13,7 %, виробництво — 9,1 %, сільське господарство, лісництво, риболовля — 8,8 %.